# Say Lou Lou
Le Say Lou Lou sono un duo musicale australo-svedese attivo dal 2012 e composto dalle sorelle gemelle Elektra e Miranda Kilbey-Jansson.

## Storia
Anna Miranda Jansson-Kilbey ed Elektra June Jansson-Kilbey sono nate a Sydney il 7 giugno 1991 da madre svedese e padre australiano. Entrambi i genitori hanno alle spalle una carriera musicale: La madre, Karin Jansson, aveva fatto parte negli anni '80 della band punk Pink Champagne, mentre il padre, Steve Kilbey, è cantante e musicista nel gruppo The Church. In seguito alla separazione dei genitori nel 1993, le sorelle si sono trasferite a Stoccolma con la madre, trascorrendo la propria infanzia fra i due paesi prima di ristabilirsi in Australia per le scuole superiori.
Il duo Say Lou Lou è stato formato nel 2012, inizialmente con il nome Saint Lou Lou, cambiato l'anno successivo a causa di una disputa legale con un'artista tedesca che utilizzava lo stesso nome. Dopo aver firmato un contratto discografico con il Cosmos Music Group, sono salite alla ribalta nel 2014 quando sono state selezionate come finaliste per il premio per artisti emergenti Sound of 2014 della BBC.
Il loro album di debutto, Lucid Dreaming, è uscito nel 2015 e ha debuttato alla 49ª posizione nella classifica svedese. È stato promosso attraverso la loro prima tournée negli Stati Uniti d'America. Il loro secondo album, intitolato Immortelle, è arrivato nel 2018.

## Discografia

### Album in studio
- 2015 – Lucid Dreaming
- 2018 – Immortelle

### Singoli
- 2012 – Maybe You
- 2013 – Julian
- 2013 – Better in the Dark
- 2014 – Everything We Touch
- 2014 – Games for Girls (con Lindstrøm)
- 2015 – Nothing but a Heartbeat
- 2015 – Blue on Blue
- 2015 – Hand for a Man
- 2016 – Stayin' Alive
- 2018 – Ana
- 2018 – Golden Child
- 2019 – The Look of Love
- 2020 – Nightcrawler (con Duke Dumont e Tensnake)